# Milano 3
Milano 3 is een 'resort' gebouwd in de jaren zeventig door Fininvest (investeringsmaatschappij van Silvio Berlusconi). Milano 3 ligt in de Italiaanse gemeente Basiglio.